# Boško Simonović
Boško Simonović (serbe Cyrillique : Бoшko Cимoнoвић), né le 12 février 1898 à Šid en Autriche-Hongrie et mort le 5 août 1965 à Belgrade en Yougoslavie, était un joueur, et entraîneur de football yougoslave.

## Biographie
Au départ destiné à être architecte, Simonović se tourne finalement vers le monde du sport, et joue finalement au football dans le championnat yougoslave.
Il joue gardien de but dans le club de SK Srpski mač, avant de partir jouer au BSK. Il est forcé de prendre sa retraite après une jambe cassée dans un accident de luge.
Il devient ensuite entraîneur et dirige à six reprises l'équipe de Yougoslavie en 1929, de 1930 à 1932, de 1933 à 1934, en 1935, en 1939 et de 1939 à 1940. Il est à ce titre sélectionneur à la coupe du monde 1930 en Uruguay. La Yougoslavie termine 4e du tournoi.